# Miletus atimonicus
Miletus atimonicus är en fjärilsart som beskrevs av Siuiti Murayama och Okamura 1973. Miletus atimonicus ingår i släktet Miletus och familjen juvelvingar. Inga underarter finns listade i Catalogue of Life.